# Bảo tàng Tưởng niệm Nơi sinh của Ryōma
Bảo tàng Tưởng niệm Nơi sinh của Ryōma (高知市立龍馬の生まれたまち記念館 Kōchi Shiritsu Ryōma no Umareta Machi Kinenkan) mở cửa cho công chúng vào tham quan tại Kōchi, tỉnh Kōchi, Nhật Bản vào năm 2004. Bảo tàng này chủ yếu nhằm tưởng nhớ cuộc đời và thời đại của Sakamoto Ryōma và khu vực Kami-machi cũng như Kōchi nói chung trong thời kỳ Bakumatsu.

## Tiếp cận
Du khách có thể đi bộ đến bảo tàng này từ trạm xe điện Kamimachi-itchōme.